# Acoustica
Acoustica – czwarty koncertowy album Scorpions nagrany w 2001 r.
Album został nagrany podczas koncertów 8, 9 i 10 lutego 2001 roku w Lizbonie. Znalazły się na nim akustyczne wersje utworów z poprzednich albumów, trzy nowe utwory i trzy covery.

## Lista utworów
1. „The Zoo” – 5:48
2. „Always Somewhere” – 4:09
3. „Life Is Too Short” – 5:17
4. „Holiday” – 5:54
5. „You & I” – 5:18
6. „When Love Kills Love” – 4:53
7. „Dust in the Wind” – 3:48
8. „Send Me An Angel” – 5:23
9. „Catch Your Train” – 3:35
10. „I Wanted to Cry (But the Tears Couldn't Come)” – 3:47
11. „Wind of Change” – 5:33
12. „Love of My Life” – 2:26
13. „Drive” – 4:00
14. „Still Loving You” – 5:45
15. „Hurricane 2001” – 4:34

## Twórcy albumu
- Klaus Meine – wokal
- Rudolf Schenker – gitara rytmiczna
- Matthias Jabs – gitara solowa
- Ralph Rieckermann – gitara basowa
- James Kottak – perkusja